# Möbelhandlarens dotter
Möbelhandlarens dotter är ett svenskt TV-drama i sju entimmesavsnitt från 2006. För manus och regi svarade John O. Olsson. Serien visades i Sveriges Television mellan 27 mars och 8 maj 2006. Serien spelades in i Norrland med början i maj 2004 och inspelningen tog omkring ett år. Serien producerades av Giraff-film i samproduktion med SVT, Filmpool Nord, Film i Västernorrland och Poem.

## Handling
Möbelhandlarens dotter är en dramaserie och släktkrönika som utspelar sig under en resa i Norrlands inland. Jakob Eklund och Sofia Pekkari spelar titelrollerna, den resande möbelhandlaren Frank Tidman och hans dotter Sanna. Frank tar med sig Sanna på en affärsresa och gör henne insatt i släktens historia och de oförrätter hans familj blivit utsatt för. Genom återblickar följer serien också Franks uppväxt med sina föräldrar Verner och Anna-Viola, spelade av Rolf Lassgård och Lia Boysen.

## Priser och utmärkelser
TV-serien nominerades till Årets dramaprogram vid Kristallen 2006.
Ledmotivet "När du var här", framfört av Drifters, vann en Guldklav för "Årets låt" 2006.

## Övrigt
- Musiken i bilradion är för det mesta från Olle Nymans debutalbum Behind the Clouds.
- Serien släpptes på DVD 2006.[4]

## Rollista (i urval)
- Jakob Eklund - Frank Tidman
- Rasmus Harnesk - Frank (barn)
- Sofia Pekkari - Sanna
- Irina Björklund - Mirja
- Örjan Ramberg - Kåge
- Antti Reini - Harri
- Tor-Ove Karlsén - Raymond
- Rolf Lassgård - Verner Tidman
- Lia Boysen - Anna-Viola
- Malin Cederbladh - Judy (vuxen)
- Frida Andersson Lindbäck - Judy (barn)
- Omid Khansari - Mattias, liftare
- Inga Landgré - Faster Lotten (gammal)
- Anna Pettersson - Faster Lotten (ung)
- Ingvar Hirdwall - Svin-Paul (gammal)
- Morgan Alling - Svin-Paul (ung)
- Göran Forsmark - Pastorn
- Rolf Degerlund - Specerihandlaren
- Ulf Brunnberg - källarmästare Carlstén
- Ivan Mathias Petersson - Torsten
- Jacob Nordenson - Kamrat Sundin (ung)
- Lasse Petterson - Kamrat Sundin (ung)
- Gustaf Hammarsten - Farbror Ruben
- Anna Azcárate - Inga i Åre
- Ann Petrén - hemsamarit
- Carl-Magnus Dellow - Wiklund
- Lars Amble - möbelhandlare
- Hassan Brijany - möbelhandlare
- Anders Ekborg - flygmajor
- Johan Holm - Don Carlos
- Louise Ryme – Gunvor

### Fotnoter
1. ↑  ”Möbelhandlarens dotter”. Svensk mediedatabas. 27 mars 2006. https://smdb.kb.se/catalog/id/003074533. Läst 24 januari 2017.
2. ↑  ”Möbelhandlarens dotter”. Svensk mediedatabas. 8 maj 2006. https://smdb.kb.se/catalog/id/003084634. Läst 24 januari 2017.
3. ↑  Anders Lagerquist (26 april 2009). ”En ständigt uppgående kurva för Drifters”. Dalarnas tidningar. Arkiverad från originalet den 2 februari 2017. https://web.archive.org/web/20170202025226/http://www.dt.se/noje/en-standigt-uppgaende-kurva-for-drifters. Läst 24 januari 2017.
4. ↑  ”Möbelhandlarens dotter”. Svensk mediedatabas. 25 februari 2006. https://smdb.kb.se/catalog/id/002058160. Läst 24 januari 2017.